# Sebastián Giovini
Sebastián Matías Giovini (La Laguna, provincia de Córdoba, Argentina; 28 de febrero de 1990) es un futbolista argentino. Juega de arquero y su equipo actual es Club Social Y Atlético Guillermo Brown que disputa la Primera Nacional de Argentina.
Trayectoria: 
- Asociación Atlética Argentinos Juniors.
- Club Comunicaciones.
- Club Social y Atlético Guillermo Brown.
- Club Defensores de Belgrano.
- Club Gimnasia y Esgrima De Mendoza.
- Club Tristán Suárez.
- Club Social y Atlético Guillermo Brown.

Su hermano Lucas también fue futbolista y arquero.

## Clubes
| Club                   | País      | Año       |
| ---------------------- | --------- | --------- |
| Argentinos Juniors     | Argentina | 2011-2015 |
| Comunicaciones         | Argentina | 2016-2017 |
| Guillermo Brown        | Argentina | 2017-2019 |
| Defensores de Belgrano | Argentina | 2019-2021 |
| Gimnasia de Mendoza    | Argentina | 2021-2022 |
| Tristán Suárez         |           | 2023      |
| Guillermo Brown        |           | 2024      |
| Club Brown Adrogué     |           | 2025      |